# Eudoros
Eudoros var son till Hermes och Polymele, dotter till kung Phylas. Han var en av de fem ledarna för myrmidonerna under Akilles i Trojanska kriget. Han blev där dödad av den trojanske krigaren Pyraechmus. 